# جيغالوفو (إركوتسك)
زهيغالوفو (بالروسية: Жигалово) هي مدينة في مقاطعة إركوتسك أوبلاست في روسيا.
يبلغ عدد سكانها حوالي 5195 نسمة.

## المناخ
يظهر الجدول التالي التغييرات المناخية على مدار السنة لزهيغالوفو:
| البيانات المناخية لـزهيغالوفو      | البيانات المناخية لـزهيغالوفو | البيانات المناخية لـزهيغالوفو | البيانات المناخية لـزهيغالوفو | البيانات المناخية لـزهيغالوفو | البيانات المناخية لـزهيغالوفو | البيانات المناخية لـزهيغالوفو | البيانات المناخية لـزهيغالوفو | البيانات المناخية لـزهيغالوفو | البيانات المناخية لـزهيغالوفو | البيانات المناخية لـزهيغالوفو | البيانات المناخية لـزهيغالوفو | البيانات المناخية لـزهيغالوفو | البيانات المناخية لـزهيغالوفو |
| الشهر                              | يناير                         | فبراير                        | مارس                          | أبريل                         | مايو                          | يونيو                         | يوليو                         | أغسطس                         | سبتمبر                        | أكتوبر                        | نوفمبر                        | ديسمبر                        | المعدل السنوي                 |
| ---------------------------------- | ----------------------------- | ----------------------------- | ----------------------------- | ----------------------------- | ----------------------------- | ----------------------------- | ----------------------------- | ----------------------------- | ----------------------------- | ----------------------------- | ----------------------------- | ----------------------------- | ----------------------------- |
| الدرجة القصوى °م (°ف)              | 0.1 (32.2)                    | 8.7 (47.7)                    | 15.6 (60.1)                   | 24.5 (76.1)                   | 33.9 (93.0)                   | 36.9 (98.4)                   | 37.1 (98.8)                   | 36.3 (97.3)                   | 31.2 (88.2)                   | 24.7 (76.5)                   | 7.5 (45.5)                    | 3.9 (39.0)                    | 37.1 (98.8)                   |
| متوسط درجة الحرارة الكبرى °م (°ف)  | −21.8 (−7.2)                  | −15.2 (4.6)                   | −2.7 (27.1)                   | 7.0 (44.6)                    | 16.3 (61.3)                   | 23.4 (74.1)                   | 25.6 (78.1)                   | 22.3 (72.1)                   | 14.3 (57.7)                   | 4.2 (39.6)                    | −9.5 (14.9)                   | −19.4 (−2.9)                  | 3.7 (38.7)                    |
| المتوسط اليومي °م (°ف)             | −27.8 (−18.0)                 | −23.7 (−10.7)                 | −12.9 (8.8)                   | −0.7 (30.7)                   | 7.8 (46.0)                    | 14.7 (58.5)                   | 17.6 (63.7)                   | 14.4 (57.9)                   | 6.6 (43.9)                    | −2.2 (28.0)                   | −15.1 (4.8)                   | −24.7 (−12.5)                 | −3.8 (25.1)                   |
| متوسط درجة الحرارة الصغرى °م (°ف)  | −33.3 (−27.9)                 | −30.7 (−23.3)                 | −21.5 (−6.7)                  | −7.5 (18.5)                   | −0.3 (31.5)                   | 6.6 (43.9)                    | 10.8 (51.4)                   | 8.6 (47.5)                    | 1.4 (34.5)                    | −6.9 (19.6)                   | −20.2 (−4.4)                  | −30.0 (−22.0)                 | −10.3 (13.5)                  |
| أدنى درجة حرارة °م (°ف)            | −54.4 (−65.9)                 | −53.1 (−63.6)                 | −47.4 (−53.3)                 | −34.8 (−30.6)                 | −15.6 (3.9)                   | −11.5 (11.3)                  | −1.5 (29.3)                   | −2.8 (27.0)                   | −12.9 (8.8)                   | −33.7 (−28.7)                 | −46.7 (−52.1)                 | −53.1 (−63.6)                 | −54.4 (−65.9)                 |
| الهطول مم (إنش)                    | 12.9 (0.51)                   | 7.6 (0.30)                    | 6.1 (0.24)                    | 10.9 (0.43)                   | 22.4 (0.88)                   | 47.5 (1.87)                   | 72.9 (2.87)                   | 74.1 (2.92)                   | 36.7 (1.44)                   | 16.8 (0.66)                   | 16.2 (0.64)                   | 16.9 (0.67)                   | 341 (13.43)                   |
| متوسط أيام هطول الأمطار (≥ 0.1 mm) | 18.9                          | 14.6                          | 12.0                          | 10.2                          | 10.1                          | 10.2                          | 9.9                           | 12.2                          | 13.7                          | 16.1                          | 18.8                          | 19.1                          | 165.8                         |
| متوسط الرطوبة النسبية (%)          | 79.5                          | 77.1                          | 72.3                          | 62.5                          | 58.8                          | 69.0                          | 73.9                          | 77.7                          | 79.4                          | 78.7                          | 82.3                          | 31.0                          | 70.2                          |
| ساعات سطوع الشمس الشهرية           | 71.3                          | 109.2                         | 182.9                         | 228.0                         | 266.6                         | 243.0                         | 235.6                         | 213.9                         | 147.0                         | 102.3                         | 66.0                          | 49.6                          | 1٬915٫4                       |
| المصدر: climatebase.ru (1948-2011) |                               |                               |                               |                               |                               |                               |                               |                               |                               |                               |                               |                               |                               |